# Ibrahim Abboud
Pour les articles homonymes, voir Abboud.
Ibrahim Abboud (26 octobre 1900 - 8 septembre 1983) (en arabe إبراهيم عبود) est un ancien premier ministre soudanais  qui prit le pouvoir par un putsch militaire qui le plaça à la tête de son pays en 1958. Bien que soutenu par le Royaume-Uni, il est chassé du pouvoir par des pressions provenant des partis politiques civils en 1964.